# ابتسام تسكت
ابتسام تسكت (مواليد 3 أكتوبر 1992) مغنية وممثلة مغربية شاركت في كلاّ من أراب آيدول  الموسم الثاني، Star Academy Arabia  - الموسم العاشر.

## حياتها الشخصية
ابتسام هي الشقيقة الثالثة تآتي بعد أختها فاتنة تسكت وآخيها عادل تسكت وشقيقها الاصغر يوسف تسكت. مثلها الاعلى في الغناء هي الفنانة نانسي عجرم والفنانة اسماء المنور وقد اشادت بكلتاهما في العديد من اللقاءات الفنية.

## مسيرتها الفنية

### أراب آيدول -Arab Idol
شاركت في الموسم الثاني من برنامج عرب ايدول في موسمه الثاني، ولكن لم يحالفها الحظ للوصول إلى المرحلة الأخيرة فيه.

### ستار أكاديمي 10
كانت بداية الانطلاقة الفنانة إبتسام تسكت، حيث لقت فرصتها لكي تظهر إلى العالم العربي من جديد، ومن خلال البرنامج قدمت العديد من اللوحات الفنية والاغاني إلى جانب العديد من فنانين الوطن العربي. نافست في البرنامج ولقد تم دخولها منطقة الخطر مرتين، في المرة الأولى حصلت على أعلى نسبة في الموسم العاشر بتصويت الجمهور وفي المرة الثانية لم يحالفها الحظ امام منافستها التونسية غادة اجريدي.

## الأغاني
- ندير مابغيت  [6]
- مغربية وافتخر
- أنت يا (ديو مع عبد السلام الزايد)
- ولي ليا ft two tone
- [7][8][9]
- مافي من حبيبي
- منك ولا مني
- بغاني بعيوبي "ft alex mica"
- الظالم
- راجع بلور

- عاشر جرح

- قلبي تلف
- أنا وياه
- عروستنا فنة
- مباشرة
- مجنونك أنا
- مين دى
- أيوا أنا حبيتك
- رضاك (ft.يوسف تسكت )
- سالينا

## الأعمال الفنية
- 2014: السلسلة المغربية «بنت الناس»، الحلقة الثانية (ضيفة شرف)
- 2017: الفيلم التليفزيونى المغربى الو ابتسام
- 2018: السيتكوم المغربي الرمضاني «سعيد وسحتوت»
- 2020: الفيلم السينمائى المغربى 30 مليون
- 2021 السلسلة المغربية "حياة"

## الإنجازات
- ملكة جمال ستار اكاديمي 10 [10]

- أحتلت المرتبة الأولى عربيا والرابعة عالميا في مسابقة Shorty Awards (2014)

- أفضل فنانة صاعدة في إستفتاء مجلة سيدتي (2014)
- جائزة أفضل فنانة صاعدة لعام (2015) MEMA Awards عن أغنية «ندير مابغيت».
- حصلت على لقب نجم الشباب في استفتاء لراديو سوا الامريكي [11]
- جائزة Dear Guest كأف[12]ضل فنانة صاعدة لعام 2015.
- جائزة Murex D'or لحصولها على أكبر نسبة تصويت من الجمهور (2016).
- حصلت على جائزتين في مهرجان Daf BAMA العالمي كافضل فنانة مغربية في الوطن العربي وجائزة الجمهور (2016).
- جائزة AFRIMMA العالمية كأفضل فنانة شابة لعام 2016.
- جائزة Watsup tv الأفريقية بأغنية مافي من حبيبي كأفضل فيديو كليب في شمال إفريقيا لعام 2016.
- جائزة Afrima أفضل فنانة في شمال افريقيا لعام 2017
- جائزة Dear Guest أفضل فنانة صاعدة لعام 2017
- جائزة pop dance بمهرجان الاغنية المغربية عن أغنية بغاني بعيوبي عام 2017

## المهرجانات والحفلات
- مهرجان موازين 2015.[13]
- مهرجان وجدة العالمي للراي 2015.[14]
- مهرجان تيميزار الفضة 2015 [15][16]
- حفل الموسيقى المغربية 2016

- Maghreb Den Haag 2016 - Netherlands
- El Magnifique's Grand Fashion Show 2017 - Belgium
- Morocco Pavilion- Global Village Dubai 2017
- حفل 2017 Mars D'or

مهرجان فاس الدولي للثقافة الامازيغية 2017
مهرجان اسبوع الجمل بمدينة كلميم 2017

### البرامج
- برنامج جزيرة الكنز = مشاركة
- برنامج رشيد شو الجزء 1 = ضيفة
- برنامج رشيد شو الجزء 3= ضيفة
- برنامج مشيتي فيها= ضيفة
- برنامج صباح جديد مع رشيد= ضيفة
- برنامج عرب وود = ضيفة
- برنامج عيون بيروت = ضيفة
- برنامج صباحيات دوزيم = ضيفة
- برنامج لالة لعروسة= أداء بعض الأغاني
- برنامج كي كنتي وكي وليتي = ضيفة
- برنامج تغريدة = ضيفة

## روابط خارجية
- ابتسام تسكت على موقع IMDb (الإنجليزية)
- ابتسام تسكت على موقع ميوزك برينز (الإنجليزية)